# Festival Black Movie de Genève
 (janvier 2018).
Si vous disposez d'ouvrages ou d'articles de référence ou si vous connaissez des sites web de qualité traitant du thème abordé ici, merci de compléter l'article en donnant les références utiles à sa vérifiabilité et en les liant à la section « Notes et références ».
Le Festival International de Films Indépendants Black Movie est un festival de films qui se déroule toutes les années à Genève pendant 10 jours, en général à la fin du mois de janvier.
Fondé en 1991, puis repris en 1999 sous un nouveau format par des passionnées de cinéma, il programme talents émergents et cinéastes confirmés d'Asie, d'Afrique et d'Amérique latine, parfois d'Europe. Il a permis au public genevois et suisse romand de découvrir pour la première fois des films de Apichatpong Weerasethakul, Jia Zhangke, Carlos Reygadas, Wang Bing, Hong Sang-soo, Takashi Miike, Tsai Ming-liang et João Pedro Rodrigues.
Regroupés en sections thématiques (société, politique, nouvelles cultures urbaines, genres…), les films sont présentés sous diverses formes : fiction, documentaire, expérimental, animation, longs et courts métrages.
Sous le titre « Le Petit Black Movie », une section est destinée aux enfants.
Le festival est co-dirigé de 2014 à 2021 par Kate Reidy et Maria Watzlawick , avant que Maria Watzlawick n'en assume seule la direction dès l'édition 2022 . 

## Compétition, prix et jury
Depuis 2013, un jury composé de critiques de cinéma internationaux remet au meilleur long métrage le Prix de la Ville de Genève, d'une valeur de 5000 CHF. Un jury de spécialistes de l'illustration ou de l'animation remet le Prix Payot du Petit Black Movie, d'une valeur de 1000 CHF.
Jusqu'en 2018, le festival attribuait également le Prix du Public, d'une valeur de 5000 CHF. 

### Lauréats du Prix de la Ville de Genève
- 2013 : Alone (Wang Bing)
- 2014 : Mille soleils (Mati Diop)
- 2015 : The Night (Zhou Hao)
- 2016 : Necktie Youth (Sibs Shongwe-La Mer)
- 2017 : L'Ornithologue (João Pedro Rodrigues)
- 2018 : Scaffolding (Matan Yair), Silent Mist (Miaoyan Zhang) (ex aequo)
- 2019 : Of Fathers and Sons (Talal Derki)
- 2020 : House of Hummingbird (Kim Bo-ra)
- 2021 : Entre perro y lobo (Irene Gutiérrez)
- 2022 : Zinder (Aicha Macky)
- 2023 : Have You Seen This Woman? (Matija Gluščević, Dušan Zorić)
- 2024 : La Mère de tous les mensonges (Asmae El Moudir)

### Articles et sites Web
1. ↑  « Black Movie, Festival international de films indépendants Genève », sur blackmovie.ch, Festival Black Movie, 2023 (consulté le 16 juin 2023)
2. ↑  Pascal Gavillet, « Black Movie démarre vendredi », tdg.ch,‎ 15 janvier 2014 (lire en ligne, consulté le 24 octobre 2018)
3. ↑  « Black Movie », sur blackmovie.ch (consulté le 10 octobre 2024)